# コープランド (小惑星)
コープランド (4532 Copland) は小惑星帯にある小惑星。エドワード・ボーエルがローウェル天文台で発見した。
20世紀アメリカの作曲家、アーロン・コープランドに因んで名付けられた。